# Грин, Уилли
Уильям Джулиус Грин (англ. William Julius Green; род. 28 июля 1981, Детройт, Мичиган) — американский баскетболист и тренер. В настоящее время главный тренер клуба НБА «Нью-Орлеан Пеликанс».

## Профессиональная карьера

### Филадельфия Севенти Сиксерс (2003—2010)
Грин был выпускником средней школы Кули. После игры за Университет милосердия Детройта он был выбран командой «Сиэтл Суперсоникс» во втором раунде драфта НБА 2003 года. В тот же день он был обменён в клуб «Филадельфия Севенти Сиксерс» на права драфта на Пасселиса Морелендея и денежное вознаграждение.
Грин должен был повторно подписать контракт с «Сиксерс» в межсезонье 2005 года, но получил травму в день подписания контракта, что поставило контракт в подвешенное состояние. 23 марта 2006 года он официально повторно подписал контракт с «Филадельфией», а 4 апреля  был активирован и сыграл 11 минут, набрав 9 очков, реализовав 4 из 6 бросков в проигранной игре против «Кливленд Кавальерс».
4 апреля 2007 года, в последней игре «Сиксерс» сезона 2006/2007, Грин набрал рекордные в своей карьере 37 очков против «Торонто Рэпторс».
Грин обошел Родни Карни за позицию стартового атакующего защитника в «Сиксерс». В сезоне 2007/2008 Грин показал рекордные для себя показатели по количеству сыгранных игр в качестве стартового игрока (74), сыгранных минут (26,6), проценту попаданий с игры (.436), подборам (2,5) и очкам (12,4).

### Нью-Орлеан Хорнетс (2010—2011)
23 сентября 2010 года Грин был обменён в «Нью-Орлеан Хорнетс» вместе с форвардом Джейсоном Смитом в обмен на форварда Дарюса Сонгайлу и новичка-нападающего Крейга Брэкинса.

### Атланта Хокс (2011—2012)
22 декабря 2011 года Грин подписал контракт с «Атланта Хокс».

### Лос-Анджелес Клипперс (2012—2014)
30 июля 2012 года Грин был подписан и обменён в «Лос-Анджелес Клипперс» в обмен на права на Софоклиса Схорцанитиса.
29 июня 2014 года «Клипперс» отказались от него.

### Орландо Мэджик (2014—2015)
30 июня 2014 года Грин был взят командой «Орландо Мэджик» со списка отказов.

## Карьера тренера

### Ассистент главного тренера (2016—2021)
9 августа 2016 года Грин был нанят в тренерский штаб «Голден Стэйт Уорриорз» в качестве помощника тренера. Он выиграл свой первый чемпионат, когда «Уорриорз» победили «Кливленд Кавальерс» в пяти играх финала НБА 2017 года. Грин выиграл свой второй чемпионат подряд, когда «Уорриорз» победили «Кавальерс» в четырёх играх финала НБА 2018 года.
26 июня 2019 года Грин был нанят на должность помощника тренера в «Финикс Санз».

### Нью-Орлеан Пеликанс (2021—настоящее время)
22 июля 2021 года Грин был назначен главным тренером «Нью-Орлеан Пеликанс». После начала сезона с результатом 1–12 Грин привёл «Пеликанс» к результату 36–46, заняв девятое место в Западной конференции и обеспечив себе место в турнире плей-ин. «Нью-Орлеан» обыграли «Сан-Антонио Спёрс» и «Лос-Анджелес Клипперс» на пути к своему первому частию в плей-офф с сезона 2017/2018. «Пеликанс» в конечном итоге проиграли «Финикс Санз», бывшей команде Грина, в шести играх в первом раунде.
«Пеликанс» начал сезон 2022/2023 уверенно, разделив первое место с «Денвер Наггетс» в Западной конференции в начале 2023 года с результатом 23–12. Однако травмы нескольких игроков, включая Зайона Уильямсона и Брэндона Ингрэма, привели к регрессу команды во второй половине сезона. «Пеликанс» оказались на девятом месте в Западной конференции, попав в турнир плей-ин второй сезон подряд. 12 апреля 2023 года их сезон закончился поражением со счетом 118:123 от «Оклахома-Сити Тандер». Несмотря на свои трудности, «Пеликанс» завершили регулярный сезон с результатом 42–40, что стало первым победным сезоном Грина в качестве главного тренера.

## Статистика как игрока

### Статистика в НБА
| Сезон                                                                                    | Команда     | Регулярный сезон | Регулярный сезон | Регулярный сезон | Регулярный сезон | Регулярный сезон | Регулярный сезон | Регулярный сезон | Регулярный сезон | Регулярный сезон | Регулярный сезон | Регулярный сезон | Серия плей-офф | Серия плей-офф | Серия плей-офф | Серия плей-офф | Серия плей-офф | Серия плей-офф | Серия плей-офф | Серия плей-офф | Серия плей-офф | Серия плей-офф | Серия плей-офф |
| Сезон                                                                                    | Команда     | GP               | GS               | MPG              | FG%              | 3P%              | FT%              | RPG              | APG              | SPG              | BPG              | PPG              | GP             | GS             | MPG            | FG%            | 3P%            | FT%            | RPG            | APG            | SPG            | BPG            | PPG            |
| ---------------------------------------------------------------------------------------- | ----------- | ---------------- | ---------------- | ---------------- | ---------------- | ---------------- | ---------------- | ---------------- | ---------------- | ---------------- | ---------------- | ---------------- | -------------- | -------------- | -------------- | -------------- | -------------- | -------------- | -------------- | -------------- | -------------- | -------------- | -------------- |
| 2003/04                                                                                  | Филадельфия | 53               | 0                | 14,5             | 40,1             | 31,1             | 72,8             | 1,2              | 1,0              | 0,5              | 0,1              | 6,9              | Не участвовал  | Не участвовал  | Не участвовал  | Не участвовал  | Не участвовал  | Не участвовал  | Не участвовал  | Не участвовал  | Не участвовал  | Не участвовал  | Не участвовал  |
| 2004/05                                                                                  | Филадельфия | 57               | 21               | 18,7             | 36,6             | 28,6             | 77,6             | 2,3              | 1,8              | 0,6              | 0,1              | 7,7              | 5              | 0              | 12,6           | 44,4           | 22,2           | 90,0           | 1,8            | 0,6            | 0,2            | 0,0            | 5,4            |
| 2005/06                                                                                  | Филадельфия | 10               | 2                | 15,3             | 42,4             | 52,6             | 80,0             | 1,5              | 0,5              | 0,2              | 0,0              | 7,0              | Не участвовал  | Не участвовал  | Не участвовал  | Не участвовал  | Не участвовал  | Не участвовал  | Не участвовал  | Не участвовал  | Не участвовал  | Не участвовал  | Не участвовал  |
| 2006/07                                                                                  | Филадельфия | 74               | 36               | 24,9             | 41,1             | 32,5             | 66,7             | 2,1              | 1,5              | 0,8              | 0,1              | 11,3             | Не участвовал  | Не участвовал  | Не участвовал  | Не участвовал  | Не участвовал  | Не участвовал  | Не участвовал  | Не участвовал  | Не участвовал  | Не участвовал  | Не участвовал  |
| 2007/08                                                                                  | Филадельфия | 74               | 74               | 26,6             | 43,6             | 28,5             | 75,7             | 2,5              | 2,0              | 0,7              | 0,3              | 12,4             | 6              | 6              | 23,7           | 43,1           | 20,0           | 64,3           | 1,3            | 2,0            | 0,8            | 0,7            | 9,0            |
| 2008/09                                                                                  | Филадельфия | 81               | 60               | 22,6             | 43,5             | 31,7             | 72,9             | 1,6              | 2,0              | 0,7              | 0,2              | 8,5              | 6              | 6              | 24,7           | 41,2           | 36,4           | 33,3           | 1,0            | 1,2            | 0,0            | 0,2            | 7,8            |
| 2009/10                                                                                  | Филадельфия | 73               | 18               | 21,3             | 45,7             | 34,6             | 83,3             | 1,8              | 2,1              | 0,4              | 0,2              | 8,7              | Не участвовал  | Не участвовал  | Не участвовал  | Не участвовал  | Не участвовал  | Не участвовал  | Не участвовал  | Не участвовал  | Не участвовал  | Не участвовал  | Не участвовал  |
| 2010/11                                                                                  | Нью-Орлеан  | 77               | 13               | 21,7             | 44,3             | 34,8             | 78,0             | 2,1              | 1,0              | 0,5              | 0,2              | 8,7              | 6              | 0              | 14,0           | 38,9           | 22,2           | 57,1           | 0,8            | 0,7            | 0,3            | 0,0            | 5,7            |
| 2011/12                                                                                  | Атланта     | 53               | 2                | 17,4             | 47,1             | 44,2             | 85,7             | 1,5              | 0,8              | 0,4              | 0,1              | 7,6              | 5              | 0              | 12,6           | 46,2           | 25,0           | 0,0            | 1,6            | 0,6            | 0,0            | 0,0            | 2,6            |
| 2012/13                                                                                  | Клипперс    | 72               | 60               | 16,5             | 46,1             | 42,8             | 71,9             | 1,3              | 0,8              | 0,4              | 0,2              | 6,3              | 3              | 0              | 6,7            | 66,7           | 0,0            | 100,0          | 1,0            | 0,7            | 0,3            | 0,0            | 2,0            |
| 2013/14                                                                                  | Клипперс    | 55               | 9                | 15,8             | 37,6             | 33,9             | 82,4             | 1,4              | 0,9              | 0,4              | 0,2              | 5,0              | 5              | 0              | 3,8            | 20,0           | 25,0           | 100,0          | 1,4            | 0,2            | 0,6            | 0,0            | 1,0            |
| 2014/15                                                                                  | Орландо     | 52               | 2                | 18,3             | 38,6             | 34,7             | 82,4             | 1,5              | 1,3              | 0,5              | 0,1              | 5,9              | Не участвовал  | Не участвовал  | Не участвовал  | Не участвовал  | Не участвовал  | Не участвовал  | Не участвовал  | Не участвовал  | Не участвовал  | Не участвовал  | Не участвовал  |
|                                                                                          | Всего       | 731              | 297              | 20,2             | 42,5             | 34,6             | 76,5             | 1,8              | 1,4              | 0,5              | 0,1              | 8,3              | 36             | 12             | 15,0           | 41,8           | 25,6           | 71,1           | 1,3            | 0,9            | 0,3            | 0,1            | 5,2            |
| Наведите курсор мыши на аббревиатуры в заголовке таблицы, чтобы прочесть их расшифровку. |             |                  |                  |                  |                  |                  |                  |                  |                  |                  |                  |                  |                |                |                |                |                |                |                |                |                |                |                |

### Статистика в NCAA
| Сезон | Команда       | Conf           | Class | GP  | GS  | MPG  | FG%  | 3P%  | FT%  | RPG | APG | SPG | BPG | PPG  |
| --- | ------------- | -------------- | ----- | --- | --- | ---- | ---- | ---- | ---- | --- | --- | --- | --- | ---- |
| 1999/2000 | Детройт Мерси | MCC            | FR    | 32  | 32  | 25,0 | 41,7 | 38,2 | 81,3 | 2,6 | 1,9 | 0,7 | 0,3 | 8,4  |
| 2000/01 | Детройт Мерси | MCC            | SO    | 33  | 30  | 30,7 | 47,4 | 37,2 | 72,2 | 5,0 | 2,4 | 1,0 | 0,1 | 13,2 |
| 2001/02 | Детройт Мерси | Horizon League | JR    | 29  | 27  | 30,6 | 43,1 | 28,4 | 67,0 | 4,2 | 1,9 | 0,8 | 0,3 | 13,7 |
| 2002/03 | Детройт Мерси | Horizon League | SR    | 30  | 30  | 34,0 | 49,0 | 37,4 | 80,5 | 4,9 | 2,5 | 1,3 | 0,4 | 22,6 |
| Всего | Всего         | Всего          | Всего | 124 | 119 | 30,0 | 46,1 | 35,2 | 75,7 | 4,2 | 2,2 | 0,9 | 0,3 | 14,3 |
| Наведите курсор мыши на аббревиатуры в заголовке таблицы, чтобы прочесть их расшифровку Статистика приведена с сайта sports-reference.com |               |                |       |     |     |      |      |      |      |     |     |     |     |      |

## Результат в качестве тренера
| Команда             | Сезон      | G   | W   | L   | W–L% | Итог                          | PG | PW | PL | Результат                |
| ------------------- | ---------- | --- | --- | --- | ---- | ----------------------------- | -- | -- | -- | ------------------------ |
| Нью-Орлеан Пеликанс | 2021/22    | 82  | 36  | 46  | .439 | 3-е в Юго-Западном дивизионе  | 6  | 2  | 4  | проигрыш в первом раунде |
| Нью-Орлеан Пеликанс | 2022/23    | 82  | 42  | 40  | .512 | 2-е в Юго-Восточном дивизионе | —  | —  | —  | не участвовал            |
| Нью-Орлеан Пеликанс | 2023/24    | 82  | 49  | 33  | .598 | 2-е в Юго-Восточном дивизионе | 4  | 0  | 4  | проигрыш в первом раунде |
| Нью-Орлеан Пеликанс | 2024/25    | 82  | 21  | 61  | .220 | 5-е в Юго-Восточном дивизионе | —  | —  | —  | не участвовал            |
| За карьеру          | За карьеру | 328 | 148 | 180 | .451 |                               | 10 | 2  | 8  |                          |